# Bandiat
Bandiat é um rio localizado na França.